# Zoropsis kirghizicus
Zoropsis kirghizicus là một loài nhện trong họ Zoropsidae.
Loài này thuộc chi Zoropsis. Zoropsis kirghizicus được miêu tả năm 2001 bởi Ovtchinnikov & Zonstein.